# Сморавинский, Мечислав
Мечи́слав Сморави́нский (пол. Mieczysław Smorawiński; 25 декабря 1893, Калиш —1940, Катынский лес, Смоленская область, Катынский расстрел) — польский военачальник, бригадный генерал Войска Польского.

## Учёба и политическая деятельность
Окончил торговую школу в Калише. В 1911 году за деятельность в организации «Зажевье», направленную на отделение Польши от России, был осуждён на шесть месяцев заключения, а затем выслан в Екатеринослав. После окончания срока высылки переехал во Львов, где успешно получил аттестат о среднем образовании и поступил на химический факультет Львовского политехнического института, где учился в 1912—1914 годах. С февраля 1912 по сентябрь 1914 года состоял в военизированной организации «Стрелковые дружины», созданной Юзефом Пилсудским, где закончил офицерский курс.

## Офицер Легионов
С началом Первой мировой войны прибыл в Краков, где 16 сентября 1914 года вступил во 2-й пехотный полк 2-й бригады Польских легионов, занимал должности командира взвода, роты и батальона. В 1914—1917 годах постоянно находился на фронте.

## Офицер и генерал Войска Польского
1 ноября 1918 года вступил в Войско Польское и стал командиром 2-го батальона 8-го пехотного полка Легионов (до 13 июля 1919 года). 17 февраля — 5 мая 1919 года временно командовал 8-м полком. В июле — сентябре 1919 года создал и возглавил 9-й полк пехоты Легионов, затем вновь командир 8-го полка. В 1920 году командовал 4-й пехотной бригадой Легионов, участвовал в боях в районе Лиды (Западная Беларусь).
После окончания войны — командир пехоты 2-й пехотной дивизии Легионов (с 1921 до 20 марта 1927 года). Во время «Майского переворота» 1926 года поддержал Юзефа Пилсудского. С 1927 года — командир 6-й пехотной дивизии в Кракове. С 1 января 1928 года — бригадный генерал, самый молодой генерал в Войске Польском. С 1932 года — заместитель командующего Третьим военным округом (Гродно), в 1934—1939 годах — командующий Вторым военным округом (Люблин). Третий этап борьбы с Православной Церковью начался в 1936 году, когда 11 декабря в Люблине был образован Координационный комитет под руководством генерала Мечислава Сморавиньского, целью которого являлось католическое религиозное наступление на Холмщине и Волыни, а также ликвидация церквей на Побужье.
План полонизационной операции был рассчитан на несколько десятков лет. Были выработаны инструкции для администрации, военных, учителей, духовенства, общественных организаций.
В апреле и мае 1938 года были организованы собрания католической общественности, на которых были одобрены резолюции об уничтожении закрытых церквей. Одновременно были опечатаны некоторые действующие церкви.
Само разрушение церквей прошло быстро (потребовалось около двух месяцев), в июне и июле 1938 года. Было уничтожено 127 храмов — эту цифру профессор Папежыньска-Турек считает наиболее правдоподобной.

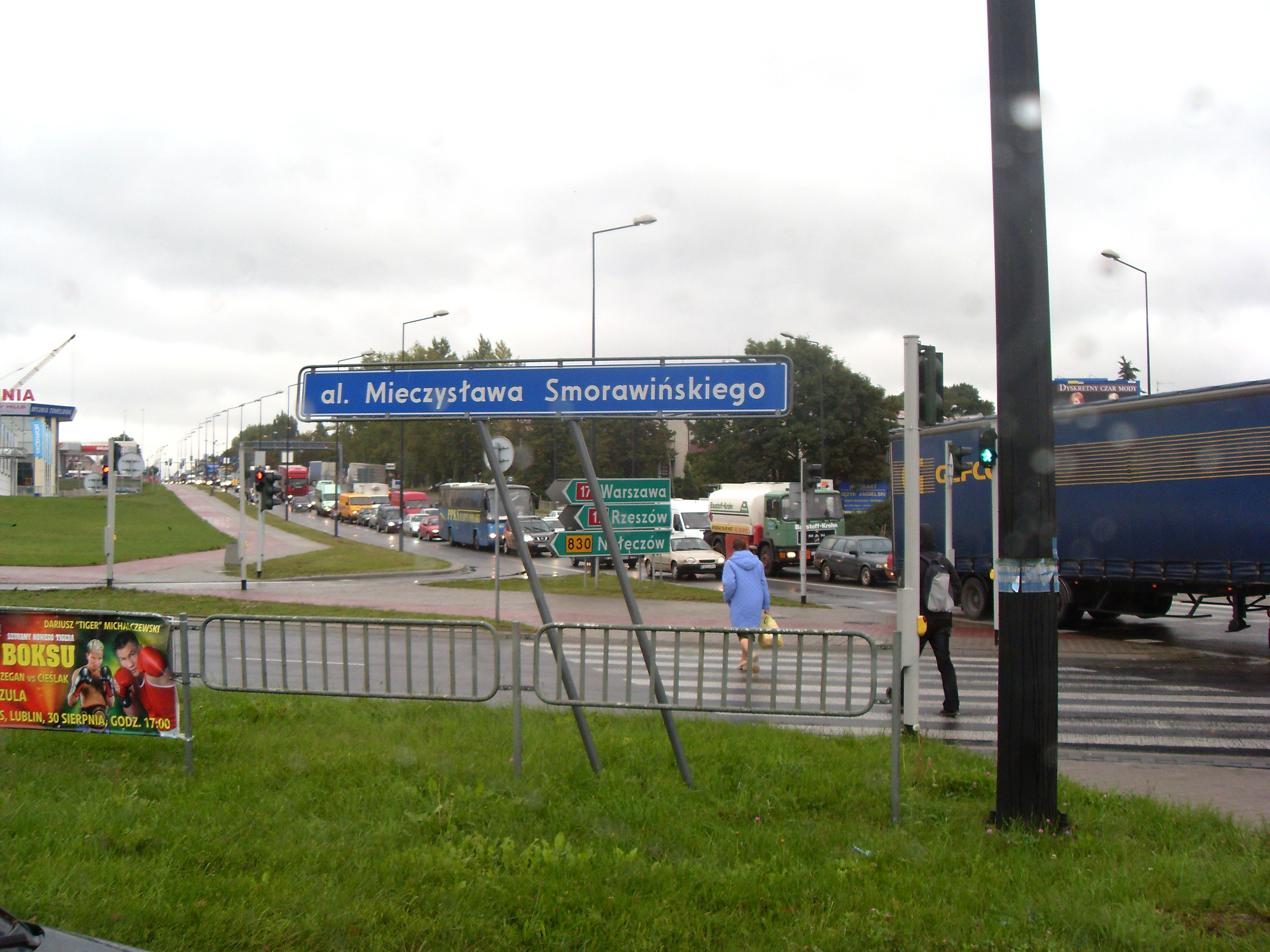
Улица генерала Мечислава Сморавинского

### Деятельность в 1939 году
С начала Второй мировой войны до 14 сентября 1939 года занимался мобилизационными мероприятиями, затем прибыл во Владимир-Волынский. 18 сентября, после того, как Красная Армия вторглась в Польшу, издал приказ, запрещающий какие-либо военные действия в отношении советских войск (во исполнение соответствующего приказа главнокомандующего польской армией маршала Эдварда Рыдз-Смиглы). Кроме того, отдал приказ о демобилизации всех офицеров и рядовых и их перемещении в Румынию и Венгрию для последующего продолжения войны против немцев.
После вступления Красной Армии во Владимир-Волынский встретился с её представителями и договорился о дальнейших действиях. 20 сентября 1939 года, в соответствии с достигнутым с командованием Красной Армии соглашением, он вместе с несколькими частями направился в сторону Буга. Однако колонна сразу же была остановлена, а генерал и другие польские военнослужащие были объявлены военнопленными.

## Гибель в Катыни
Находился в нескольких лагерях военнопленных, с конца 1939 года — в Козельском лагере. Расстрелян в Катыни в 1940 году. Один из двух генералов (вместе с Брониславом Богатыревичем), тела которых были идентифицированы немцами во время эксгумации в 1943 году.